# 손세이셔널 - 그를 만든 시간
《손세이셔널 - 그를 만든 시간》은 대한민국의 tvN에서 방송됐던 다큐멘터리 텔레비전 프로그램이다.

## 기획 의도
지금의 손흥민이 있기까지 함께 해준 사람들을 초대해 한국 축구의 미래를 이야기하고, 강원도 소년에서 프리미어리거가 되기까지의 발자취를 되돌아간다.

## 방송 시간
매주 금요일 밤 11시에 방송하였다.

## 출연자
- 손흥민
- 손웅정
- 손흥윤

## 시청률
최저 시청률과 최고 시청률은 시청률 조사회사와 지역별로 시청률에 차이가 있을 수 있습니다.
| 회차 | 방송일   | 시청률         |
| 회차 | 방송일   | AGB 닐슨(전국) |
| ---- | -------- | -------------- |
| 1부  | 5월 25일 | 4.2%           |
| 2부  | 6월 7일  | 3.3%           |
| 3부  | 6월 14일 | 2.6%           |
| 4부  | 6월 21일 | 2.2%           |
| 5부  | 6월 28일 | 2.2%           |
| 6부  | 7월 5일  | 2.1%           |